# Helikonstimmplatten

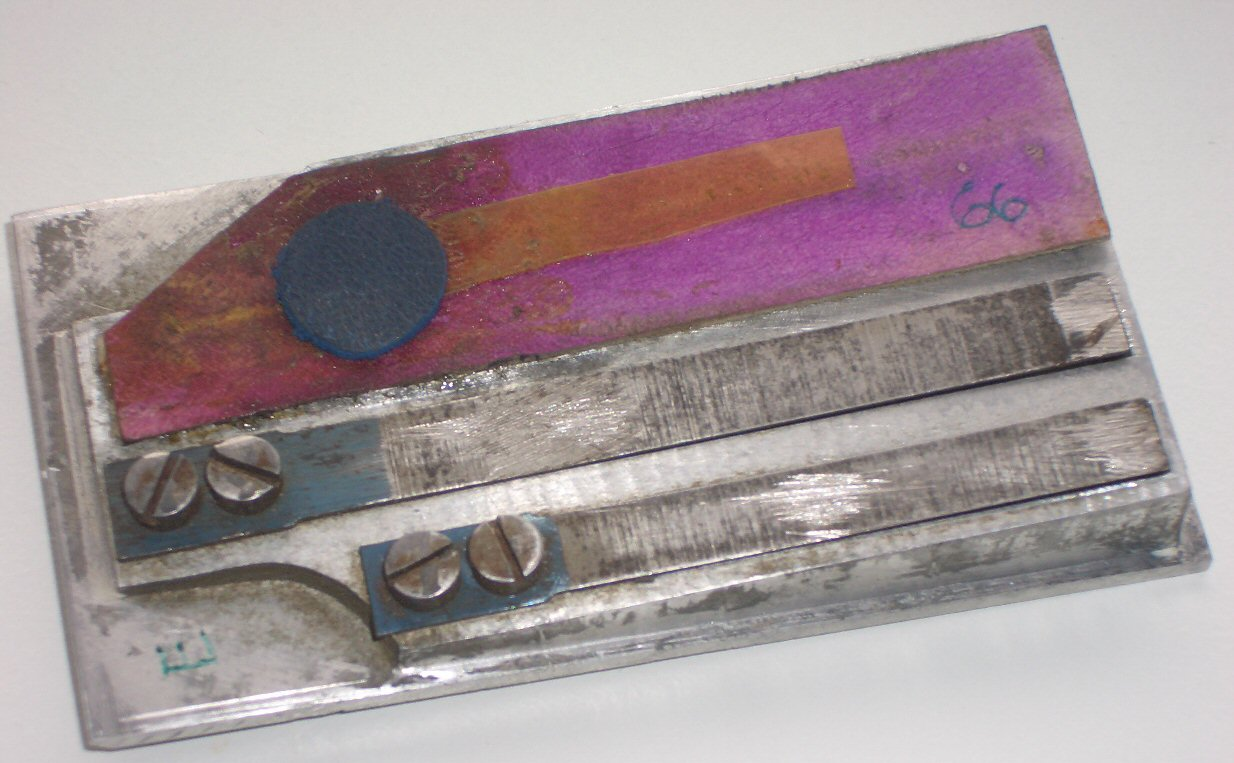
Alte Helikonstimmplatte

Als Helikonstimmplatte wird allgemein die Stimmplatte bezeichnet, die für den Grundbass in der Steirischen Harmonika Verwendung findet. Aber auch chromatische Akkordeons sind am Markt, die im Bassteil diese übergroßen Stimmplatten verwenden.
Benannt wurden Helikonstimmplatten nach dem sonoren Klang, der an das Blasbassinstrument Helikon erinnerte.

## Konstruktion und Fertigung

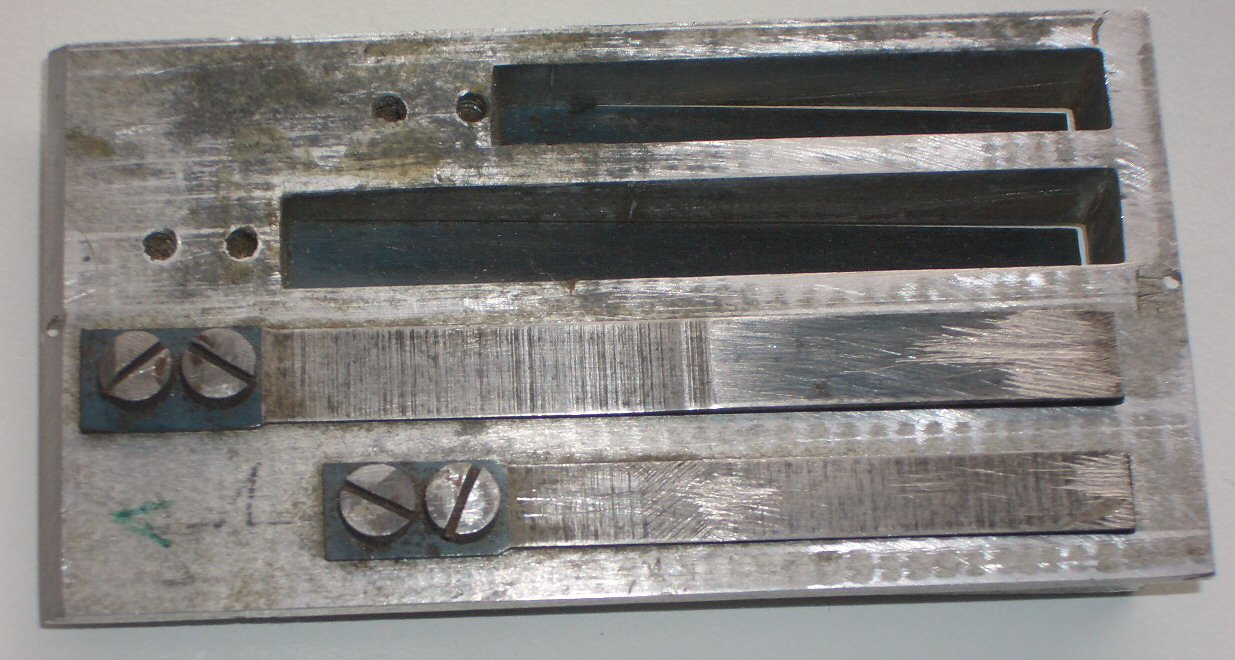
Alte Helikonstimmplatte von unten gesehen

Es gibt einfache und doppelte Stimmplatten. Auf der einfachen sind nur die Grundbassstimmzungen vorhanden. Auf der doppelten sind zusätzliche Stimmzungen angebracht, die um eine Oktave höher klingen. Für Konstruktion und Funktion gilt im Wesentlichen das gleiche wie bei normalen Stimmplatten.
Die Fertigung unterscheidet sich davon geringfügig. Der Stimmplattenrahmen wird gegossen und nachbearbeitet. Rahmenmaterial ist heute meist Duraluminium. Die Stahlstimmzungen sind auf den Rahmen mit zwei Schrauben aufgeschraubt. Für sehr tiefe Töne sind am beweglichen Zungenende meist Messinggewichte aufgelötet.

## Eigenschaften

### Tonhöhe
Die Tonhöhe der Grundbasszunge ist meist im Bereich Kontra-G (G1 bis G, 48 Hz bis 98 Hz), in manchen Fällen auch tiefer bis zum Kontra-C (C1, 32,7 Hz). Jedoch ist bereits der Ton Kontra-E (E1, 41,2 Hz) problematisch, da er starke Rückwirkungen auf den Diskant hat. Es entsteht eine Lautstärkemodulation (Amplitudenmodulation) des gleichzeitig gespielten Tons auf der Diskantseite.

### Lautstärke

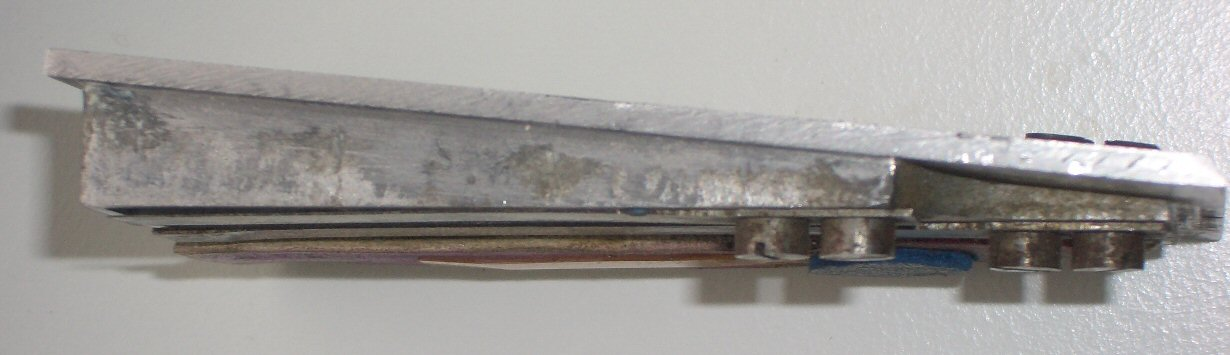
Alte Helikonstimmplatte von der Seite gesehen

Von der Seite gesehen ist die Helikonstimmplatte keilförmig, die größte Dicke hat sie am freien Ende der Stimmzunge. Diese Dicke steht im Zusammenhang mit der maximal erreichbaren Lautstärke ohne wesentliche Tonhöhenabsenkung.

### Abmessungen
- Rahmenaußenabmessung: 13 mm × 50 mm × 95 mm
- Grundbassstimmzunge: Schlitzlänge 70 mm
- Grundbassstimmzunge: Schlitzbreite 8 mm
- Oktavestimmzunge: Schlitzlänge 53 mm
- Oktavestimmzunge: Schlitzbreite 7,5 mm
- einfache Helikon-Stimmplatte: Breite 33 mm

## Klang
Damit Helikonstimmplatten einwandfrei funktionieren, muss die Tonkammer (Tonkanzelle) gefaltet werden. Querschnitt und Volumeninhalt der Tonkammer tragen ebenfalls zum Klangbild bei.